# Planisticus nivosus
Planisticus nivosus är en skalbaggsart som först beskrevs av Leon Fairmaire 1893.  Planisticus nivosus ingår i släktet Planisticus och familjen långhorningar.
Artens utbredningsområde är Madagaskar. Inga underarter finns listade i Catalogue of Life.